# Gabriel Boroš
Gabriel Boroš (* 14. června 1962) je bývalý slovenský fotbalista, útočník.

## Fotbalová kariéra
Hrál za ZŤS Košice, Duklu Banská Bystrica a DAC Dunajská Streda. V československé lize nastoupil v 59 utkáních a dal 10 gólů.
Působil rovněž v Rimavské Sobotě.

## Ligová bilance
| Ročník                                   | Zápasy | Góly | Klub                  |
| ---------------------------------------- | ------ | ---- | --------------------- |
| 1. československá fotbalová liga 1984/85 | 11     | 4    | Dukla Banská Bystrica |
| 1. československá fotbalová liga 1985/86 | 29     | 6    | Dukla Banská Bystrica |
| 1. československá fotbalová liga 1986/87 | 6      | 0    | Dukla Banská Bystrica |
| 1. československá fotbalová liga 1987/88 | 7      | 0    | Dukla Banská Bystrica |
| 1. československá fotbalová liga 1988/89 | 4      | 0    | DAC Dunajská Streda   |
| 1. československá fotbalová liga 1989/90 | 2      | 0    | DAC Dunajská Streda   |
| CELKEM                                   | 59     | 10   |                       |